# Кур'яново (Гагарінський район)
Кур'яново (рос. Курьяново) — присілок Гагарінського району Смоленської області Росії. Входить до складу Акатовського сільського поселення.
Населення — 2 особи (2007 рік). 